# Етиопија на Светском првенству у атлетици на отвореном 2022.
Етиопија је учествовала на 18. Светском првенству у атлетици на отвореном 2022. одржаном у Јуџину  од 15. до 25. јула осаммнаести пут, односно учествовала је на свим првенствима до данас. Репрезентацију Етиопије су представљала 33 такмичара (18 мушкараца и 15 жена) у 12 дисциплина (6 мушких и 6 женских).,
На овом првенству Етиопија је по броју освојених медаља заузела 2 место са 10 освојених медаља (4 златне, 4 сребрне и 2 бронзане). У табели успешности према броју и пласману такмичара који су учествовали у финалним такмичењима (првих 8 такмичара) Етиопија је са 21 учесником у финалу заузела 3 место са 106 бодова.
| Плас. | Земља    | 1. место | 2. место | 3. место | 4. место | 5. место | 6. место | 7. место | 8. место | Бр. финал. | Бод. |
| ----- | -------- | -------- | -------- | -------- | -------- | -------- | -------- | -------- | -------- | ---------- | ---- |
| 3.    | Етиопија | 4        | 4        | 2        | 3        | 2        | 2        | 1        | 3        | 21         | 106  |

## Учесници
| Мушкарци: - Толеса Бодена — 800 м - Ермиас Гирма — 800 м - Тедесе Леми — 1.500 м - Самуел Тефера — 1.500 м - Семјуел Зелеке — 1.500 м - Јомиф Кејелча — 5.000 м - Селемон Барега — 5.000 м, 10.000 м - Муктар Едрис — 5.000 м - Телахун Хаиле Бекеле — 5.000 м - Бериху Арегави — 10.000 м - Тадесе Ворку — 10.000 м - Тамират Тола — Маратон - Мосинет Геремев — Маратон - Сејфу Тура — Маратон - Лелиса Десиса — Маратон - Ламеча Гирма — 3.000 м препреке - Гетне Вел — 3.000 м препреке - Хаилемаријам Амаре — 3.000 м препреке | Жене: - Дирибе Велтеји — 800 м - Фревејни Хаилу — 800 м, 1.500 м - Хабитам Алему — 800 м - Гудаф Цегај — 1.500 м, 5.000 м - Хирут Мешеша — 1.500 м - Давит Сејаум — 5.000 м - Летесенбет Гидеј — 5.000 м, 10.000 м - Еџгајеху Таје — 10.000 м - Босена Мулатие — 10.000 м - Готитом Гебресласе — Маратон - Ашет Бејкер — Маратон - Абабел Јешане — Маратон - Верквуха Гетачев — 3.000 м препреке - Мекидес Абебе — 3.000 м препреке - Сембо Алмајев — 3.000 м препреке |  |

## Освајачи медаља (10)

### Злато (4)
- Гудаф Цегај — 5.000 м
- Летесенбет Гидеј — 10.000 м
- Готитом Гебресласе — маратон
- Тамират Тола — маратон

### Сребро (4)
- Гудаф Цегај — 1.500 м
- Мосинет Геремев — маратон
- Верквуха Гетачев — 3.000 м препреке
- Ламеча Гирма — 3.000 м препреке

### Бронза (2)
- Давит Сејаум — 5.000 м
- Мекидес Абебе — 3.000 м препреке

## Резултати

### Мушкарци
| Атлетичар            | Дисциплина       | Лични рекорд | Квалификације      | Квалификације     | Полуфинале           | Полуфинале           | Финале               | Финале       | Детаљи |
| Атлетичар            | Дисциплина       | Лични рекорд | Резултат           | Место             | Резултат             | Место                | Резултат             | Место        | Детаљи |
| -------------------- | ---------------- | ------------ | ------------------ | ----------------- | -------------------- | -------------------- | -------------------- | ------------ | ------ |
| Толеса Бодена        | 800 м            | 1:44,90      | 1:45,81 кв         | 5. у гр. 6        | 1:50,55              | 5. у гр. 2           | Није се квалификовао | 24 / 42 (45) |        |
| Ермиас Гирма         | 800 м            | 1:44,36      | 1:49,36            | 4. у гр. 1        | Није се квалификовао | Није се квалификовао | Није се квалификовао | 38 / 42 (45) |        |
| Тедесе Леми          | 1.500 м          | 3:31,90      | 3:36,24 кв         | 8. у гр. 2        | 3:35,04 КВ           | 4. у гр. 2           | 3:32,98              | 8 / 41 (42)  |        |
| Самуел Тефера        | 1.500 м          | 3:30,71      | 3:36,35 КВ         | 2. у гр. 1        | 3:37,71              | 9. у гр. 1           | Није се квалификовао | 17 / 41 (42) |        |
| Семјуел Зелеке       | 1.500 м          | 3:32,80      | 3:40,77            | 12. у гр. 3       | Није се квалификовао | Није се квалификовао | Није се квалификовао | 36 / 41 (42) |        |
| Јомиф Кејелча        | 5.000 м          | 12:46,79     | 13:14,87 КВ        | 4. у гр. 2        |                      |                      | 13:12,09             | 8 / 41 (42)  |        |
| Селемон Барега       | 5.000 м          | 12:43,02     | 13:24,44 (.435) КВ | 3. у гр. 1        | 13:19,62             | 12 / 41 (42)         |                      |              |        |
| Муктар Едрис         | 5.000 м          | 12:54,83     | 13:21,19 кв        | 7. у гр. 2        | 13:24,67             | 13 / 41 (42)         |                      |              |        |
| Телахун Хаиле Бекеле | 5.000 м          | 12:52,98     | 13:24,77           | 7. у гр. 1        | Није се квалификовао | 16 / 41 (42)         |                      |              |        |
| Селемон Барега       | 10.000 м         | 26:44,73     |                    |                   |                      |                      | 27:28,39             | 5 / 24       |        |
| Бериху Арегави       | 10.000 м         | 26:46,13     | 27:31,00           | 7 / 24            |                      |                      |                      |              |        |
| Тадесе Ворку         | 10.000 м         | 26:45,91     | 27:51,25           | 14 / 24           |                      |                      |                      |              |        |
| Тамират Тола         | Маратон          | 2:03:39      | 2:05:36 РСП        |                   |                      |                      |                      |              |        |
| Мосинет Геремев      | Маратон          | 2:02:55      | 2:06:44            |                   |                      |                      |                      |              |        |
| Сејфу Тура           | Маратон          | 2:04:29      | 2:07:17            | 6 / 54 (63)       |                      |                      |                      |              |        |
| Лелиса Десиса        | Маратон          | 2:04:45      | Није завршио трку  | Није завршио трку |                      |                      |                      |              |        |
| Ламеча Гирма         | 3.000 м препреке | 7:58,68 НР   | 8:19,64 КВ         | 1. у гр. 2        |                      |                      | 8:26,01              |              |        |
| Гетне Вел            | 3.000 м препреке | 8:05,21      | 8:17,49 кв         | 4. у гр. 1        | 8:28,68              | 4 / 40 (41)          |                      |              |        |
| Хаилемаријам Амаре   | 3.000 м препреке | 8:06,29      | 8:18,34 КВ         | 1. у гр. 3        | 8:31,54              | 10 / 40 (41)         |                      |              |        |

### Жене
| Атлетичарка        | Дисциплина       | Лични рекорд | Квалификације      | Квалификације      | Полуфинале            | Полуфинале  | Финале                | Финале  | Детаљи |
| Атлетичарка        | Дисциплина       | Лични рекорд | Резултат           | Место              | Резултат              | Место       | Резултат              | Место   | Детаљи |
| ------------------ | ---------------- | ------------ | ------------------ | ------------------ | --------------------- | ----------- | --------------------- | ------- | ------ |
| Дирибе Велтеји     | 800 м            | 1:58,28      | 1:58,83 КВ         | 1. у гр. 1         | 1:58,16 КВ, ЛР        | 2. у гр. 3  | 1:57,02 ЛР            | 4 / 45  |        |
| Фревејни Хаилу     | 800 м            | 1:57,57      | 2:00,93 КВ         | 2. у гр. 4         | 2:00,11               | 4. у гр. 2  | Нису се квалификовале | 11 / 45 |        |
| Хабитам Алему      | 800 м            | 1:56,71      | 2:01,37 кв         | 2. у гр. 5         | 2:00,37 ЛРС           | 4. у гр. 1  | Нису се квалификовале | 14 / 45 |        |
| Гудаф Цегај        | 1.500 м          | 3:53,09      | 4:02,68 КВ         | 1. у гр. 3         | 4:01,28 КВ            | 1. у гр. 1  | 3:54,38               |         |        |
| Фревејни Хаилу     | 1.500 м          | 3:56,28      | 4:04,85 КВ         | 3. у гр. 2         | 4:02,28 КВ            | 4. у гр. 1  | 4:01,28               | 4 / 42  |        |
| Хирут Мешеша       | 1.500 м          | 3:57,30      | 4:07,05 КВ         | 1. у гр. 1         | 4:04,05 КВ            | 2. у гр. 2  | 4:05,86               | 12 / 42 |        |
| Гудаф Цегај        | 5.000 м          | 14:13,32     | 14:52,64 КВ        | 1. у гр. 1         |                       |             | 14:46,29              |         |        |
| Давит Сејаум       | 5.000 м          | 14:25,84     | 14:53,06 КВ        | 2. у гр. 1         | 14:47,36              |             |                       |         |        |
| Летесенбет Гидеј   | 5.000 м          | 14:06,62 НР  | 14:52,27 КВ        | 1. у гр. 2         | 14:47,98              | 5 / 35 (37) |                       |         |        |
| Летесенбет Гидеј   | 10.000 м         | 29:01,03 НР  |                    |                    |                       |             | 30:09,94 СРС          |         |        |
| Еџгајеху Таје      | 10.000 м         | 30:44,68     | 30:12,45 ЛР        | 6 / 19 (20)        |                       |             |                       |         |        |
| Босена Мулатие     | 10.000 м         | 30:47,55     | 30:17,77 ЛР        | 8 / 19 (20)        |                       |             |                       |         |        |
| Готитом Гебресласе | Маратон          | 2:18:18      | 2:18:11 РСП, ЛР    |                    |                       |             |                       |         |        |
| Ашет Бејкер        | Маратон          | 2:17:58      | Нису завршиле трку | Нису завршиле трку |                       |             |                       |         |        |
| Абабел Јешане      | Маратон          | 2:20:51      | Нису завршиле трку | Нису завршиле трку |                       |             |                       |         |        |
| Верквуха Гетачев   | 3.000 м препреке | 9:07,81      | 9:11,25 КВ         | 2. у гр. 1         |                       |             | 8:54,61 НР, ЛР        |         |        |
| Мекидес Абебе      | 3.000 м препреке | 9:02,52 НР   | 9:14,83 КВ         | 2. у гр. 2         | 8:56,08 ЛР            |             |                       |         |        |
| Сембо Алмајев      | 3.000 м препреке | 9:09,19      | 9:21,10            | 5. у гр. 3         | Није се квалификовала | 16 / 42     |                       |         |        |